# Susan Kouguell
Susan Kouguell ist eine US-amerikanische Drehbuchautorin und Regisseurin.
Kouguell arbeitete als Storyanalystin und -editorin und Acquisitionsberaterin für Warner Bros., Republic Pictures, Viacom, Punch Productions und Paramount Pictures und schrieb Voice-over-Texte für Miramax. Als Leiterin der 1990 gegründeten Filmberatungsfirma Su-City Pictures East, LLC arbeitet sie mit mehr als eintausend Drehbuchautoren, Filmemachern, Produzenten und Filmstudios weltweit zusammen.
Seit 2000 unterrichtet sie Film und Drehbuchschreiben an der Tufts University und gibt international Workshops u. a. an der Prager Filmschule. Sie veröffentlichte mehrere Bücher für Drehbuchautoren und schreibt eine monatliche Kolumne für NewEnglandFilm.com. Für den Komponisten Alvin Singleton schrieb sie den Text für das Chorwerk Praisemaker. Kouguell drehte sechs Kurzfilme, die in die ständige Sammlung des Museum of Modern Art aufgenommen und bei der Biennale des Whitney Museum of American Art gezeigt wurden. Sie erhielt Preise und Stipendien der MacDowell Colony, der Jerome Foundation, der New York Foundation for the Arts und der Edward Albee Foundation.

## Schriften
- The Savvy Screenwriter: How to Sell Your Screenplay
- Savvy Characters Sell Screenplays!
- The Essential Elements that Make a Screenplay Sell
- WRITE! Screenwriting: Exercises by Today's Best Screenwriters, Teachers and Consultants
- MovieMaker Magazine's Complete Guide to Making Movies